# Jean Victor Tharreau

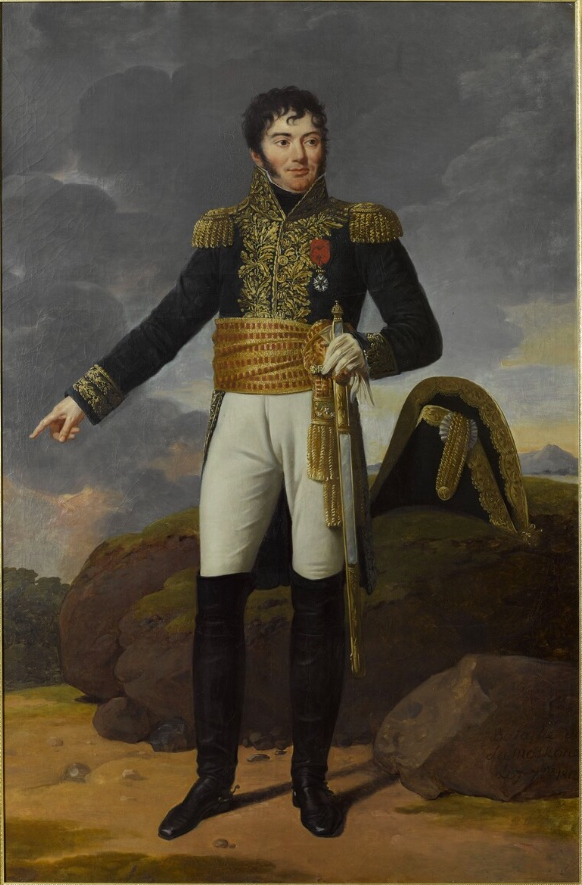
Jean Victor Tharreau

Jean Victor Tharreau, seltener Jean Victor Thareau (* 15. Januar 1767 in Bégrolles-en-Mauges; † 26. September 1812 in Moschaisk, Russland) war ein französischer Général de division.

## Leben
Tharreau stammt aus einer Familie, die sich wegen ihrer Einstellung zur Revolution geteilt hatte. Tharreaus Eltern, die begeistert von den revolutionären Ideen waren, verließen den Familiensitz in Cholet und ließen sich in Châtillon-sur-Sèvre nieder. Seine Eltern waren Jean-Mathieu Tharreau, sieur e la Moncellière und Anne-Jeanne Richard.
Tharreau meldete sich freiwillig zur Armee und machte dort sehr schnell Karriere. 1794, während der Endzeitstimmung der Terrorherrschaft, war Tharreau im Rang eines Generals mit seiner Armee in den Ardennen stationiert. Am 4. August 1797 heiratete er in Colmar Anne-Marguerite Martin und hatte mit ihr einen Sohn, Pierre-André.
Er kämpfte unter anderem bei Ostrach (21. März 1799), bei Stockach (25. März 1799) und bei Winterthur (27. Mai 1799).
1801 berief ihn Napoleon zum Militärgouverneur von Straßburg.
Unter Marschall Jean Lannes führte er ein eigenes Kommando bei Aspern (21./22. Mai 1809) und bei Wagram (5./6. Juli 1809). Nach dem Frieden von Schönbrunn (14. Oktober 1809) konnte er nach Frankreich zurückkehren. In Orvault erwarb er für seine Familie und sich ein stattliches Anwesen, in dem er nur sehr kurz und seine Ehefrau bis zu ihrem Tod 1850 lebte.
Tharreau kämpfte in der Schlacht bei Borodino (7. September 1812), wo er sehr schwer verwundet wurde. Am 26. September desselben Jahres erlag er seinen Verletzungen im Lazarett von Moschaisk.

## Ehrungen
- 21. Dezember 1808 Baron de l’Émpire
- 10. August 1809 Officier der Ehrenlegion
- Sein Name findet sich am östlichen Pfeiler (11. Spalte) des Triumphbogens am Place Charles de Gaulle in Paris.
- Auf dem Friedhof von Orvault wurde ihm zu Ehren ein Findling aufgestellt mit der Inschrift: „A la mémoire du Général de Division, Baron Jean-Victor Tharreau, officier de la Légion d’honneur, tué à la bataille de la Moskova le 7 septembre 1812.“
- Die Rue Tharreau in Angers wurde ihm zu Ehren benannt.